# Szent Kereszt felmagasztalása templom (Szentbenedek)
A szentbenedeki Szent Kereszt felmagasztalása templom, hajdani Kornis-kápolna, amelyet alsó templomnak is neveznek műemlékké nyilvánított épület Romániában, Kolozs megyében. A romániai műemlékek jegyzékében a  CJ-II-m-B-07703 sorszámon szerepel.

## Fekvése
A Kornis-kastélytól 300 méterre délre helyezkedik el.

## Története
A kápolnát eredetileg a bencések építették, és 1573-ban a rend feloszlatása után került Keresztúri Kristóf birtokába. Miután Keresztúri Kristóf unitárius lett, a kápolnában unitárius udvari pap szolgált. Keresztúri veje, a katolikus Kornis Boldizsár hatására 1602-ben a szentbenedeki egyház ismét katolikussá lett. 1862-ben és 1899-ben a Kornis család felújíttatta; 1939-ben a román ortodox híveknek adták el. Az 1950-es és 1960-as években kisebb, 1991–1992-ben teljes felújításon esett át, ekkor készítette Bumb Constantin a festményeket is. A templomot 1993. szeptember 19-én szentelte újjá Irineu Pop Bistriţeanul.

## Leírása
Az erdélyi késő gótika stílusában épült templom a dési református templomhoz hasonlít. Az eredeti boltívek csak részben maradtak fenn; a főhajó boltozatát a boltívek beomlása után sima mennyezettel fedték be. A hajó nyugati oldalán található harangtorony különlegessége, hogy a földszinten és első emeleten négyszögű, a második és harmadik emeleten nyolcszögű. A torony délnyugati és délkeleti oldalán a Báthori-család címere látható.